# الیور برکمن
الیور برکمن (انگلیسی: Oliver Burkeman؛ زادهٔ ۱۹۷۵ روزنامه‌نگار و نویسندهٔ بریتانیایی است که فعالیتش را در حوزۀ نویسندگی با روزنامۀ گاردین آغاز کرد.
از جمله آثار او چهار هزارهفته: مدیریت زمان برای انسان فانی  و پادزهر: خوشبختی برای کسانی که تحمل مثبت‌اندیشی را ندارند هستند.